# Jelena Afanasieva
Jelena Aleksandrovna Afanasieva (ryska: Елена Александровна Афанасьева), född den 1 mars 1967 Kulebaki, Ryska SSR, Sovjetunionen, är en rysk före detta friidrottare som tävlade under 1990-talet på 800 meter.
Afanasievas genombrott kom när hon 1993 blev fyra vid inomhus-VM i Toronto. Samma år deltog hon vid utomhus-VM i Stuttgart där hon inte tog sig vidare till finalen. 1995 slutade hon tvåa vid inomhus-VM i Barcelona. Vid utomhus-VM i Göteborg samma år blev hon utslagen i semifinalen.
Afanasievas bästa säsong var 1997 då hon dels noterade sitt personliga rekord vid tävlingarna i Zürich med 1.56,61 och dels slutade tvåa vid VM i Aten slagen bara av Ana Fidelia Quirot. Året efter blev hon europamästare vid EM i Budapest. 
Hennes sista internationella mästerskap var inomhus-VM 2001 där hon slutade femma. 